# Achai Gaon
Achai Gaon (também conhecido por Ahai de Sabha ou Aha de Sabha) foi um estudioso do período dos Gueonim, um talmudista, de alto renome. Goza da distinção de ser o primeiro autor rabínico conhecido da história após a conclusão do Talmude. Como ele nunca, na verdade, tornou-se um Gaon (“gênio” em hebraico) de nenhuma das duas academias talmúdicas, a designação “Gaon” anexada ao seu nome é imprópria.

## Biografia
Tendo morrido o gaon de Pumbedita, Achai foi universalmente reconhecido como o homem mais apto para sucedê-lo. Mas um rancor pessoal mantido há anos em segredo pelo exilarca Salomão bar Ḥasdai fez com que fosse nomeado para o cargo Natroi Kahana ben Amuna, secretário de Achai, um homem muito inferior a ele em aprendizagem e em conhecimentos gerais. Muito irritado com a injustiça, o eminente estudioso deixou a Babilônia e estabeleceu-se na Terra de Israel, por volta de 752-753, onde permaneceu até sua morte. Apesar de Moritz Steinschneider erroneamente atribuir 761 como o ano de sua morte, a data exata ainda é desconhecida.
Deve ter sido em Israel que Achai escreveu seu livro intitulado She'iltot (“Perguntas” no sentido de dissertações), como o título evidencia; pois esta palavra aramaica é empregada no sentido de pergunta (a investigação científica de uma questão) apenas pelos judeus de Israel. “Sheilta” é de origem palestina, como é demonstrado pelas palavras buẓina e bisha, que a acompanham. Samuel Mendelsohn é muito correto em sua explicação do termo. Se, portanto, Simeão Kayyara fez uso de “She'iltot” em seu Halakhot Gedolot, como é agora certo, a declaração de Abraão ibne Daúde (de acordo com quem o trabalho de Simeão foi concluído em 750) deve estar errada, uma vez que Achai não deixou a Palestina antes de 752; e sabe-se que Samuel Gaon, de quem ele foi sucessor, não morreu antes de 751-752. Existem também outras evidências da influência palestina no trabalho de Achai. Por exemplo, seu tratado indica que, além do Talmude babilônico (que, na natureza das coisas, foi a sua autoridade principal), fez uso frequente do Yerushalmi, e dos Midrashim palestinos, Leviticus Rabá, Eclesiastes Rabá, e do Tanḥuma, que naquela época eram totalmente desconhecidos na Babilônia (na verdade, mesmo Saadia Gaon, quase duzentos anos mais tarde, sabia comparativamente pouco deles).

## She'iltotde Achai

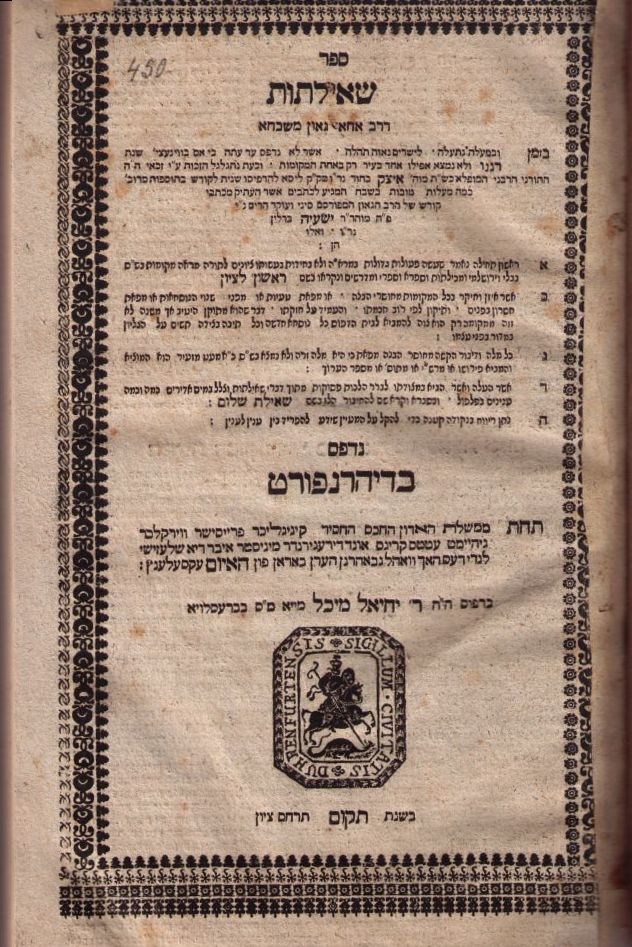
She'iltot de Achai Gaon

She'iltot, também conhecidos por She'iltot d’Rav Achai ou Sheiltos, é uma coleção de homilias (ao mesmo tempo erudito e popular) sobre as leis e ética judaicas. Todo o caráter dos “She'iltot” é palestino; e, como tal, eles são completamente distintos das sinopses contemporâneas de Yehudai Gaon e Simeão Kayyara, que os limitam às decisões importantes do Talmude, com a omissão de todos os debates, e com a adição de curtas explicações das palavras.
O método de Achai é bastante diferente daquele dos rabinos da Babilônia, que pouco se importavam com a instrução das pessoas comuns, e escreviam escolasticamente. She'iltot, ao contrário, foram escritos pensando nos leigos. Os tratados de Achai sobre preceitos bíblicos e rabínicos, num total de 190 ou 191, com adições de escritores posteriores, foram escritos com especial referência para a prática de tais deveres morais como a benevolência, amor, respeito aos pais, e amor à verdade. Eles baseiam-se na ordem dos parashot, as leituras semanais das leis.
O início do quarto “Sheilta”, que baseia-se na lição semanal de “Noé”, pode servir como um modelo de “She'iltot”. O roubo ou furto era expressamente proibido aos israelitas, e o castigo divino por causa da transgressão desta ordem é mais grave do que para outros crimes. Assim, verifica-se que, na história de Noé, aqueles da geração do Dilúvio sofreram o seu duro destino apenas por conta da sua violência, como é dito: «Hei resolvido dar cabo de toda a carne, porque a terra está cheia da violência dos homens» (Gênesis 6:13). Esta condenação moral é elaborada por Achai, que cita do Talmude e do Midrash muitas passagens sobre a impiedade e vileza de tais crimes. Ele continua esta declaração, precedido pela fórmula introdutória: “É, no entanto, questionável” (Beram ẓarik) - com indagações casuísticas, como, por exemplo, se é adequado incluir na designação de roubo, para o qual a Lei ordena a restituição dupla, o caso de um roubo cometido no interesse da vítima.
Esta ilustração serve para mostrar que o trabalho não se destina só para os estudiosos, mas também para a instrução popular; e que a afirmação, tantas vezes repetida desde os tempos de Meiri, que o She'iltot era apenas um livro para a instrução da juventude, também é infundada. É mais provável que seja uma coleção de sermões agado-haláquicos, que Achai distribuiu na Palestina, onde certamente ele era tido em alta consideração. Com o declínio do conhecimento rabínico na Palestina, Achai teria encontrado poucos alunos para instruí-los no puro Halachá, e esforçou-se, portanto, para adicionar elementos agádicos em suas palestras, em obediência à disposição geral dos palestinos, que só então preferiam o Aggadah.
Essa visão melhor explica a palavra  “derashah”  (palestra), que ocorre cerca de trinta vezes nos She'iltot, em conexão com a citação das passagens do Talmude. Se a suposição for verdadeira de que os She'iltot foram derivados dos sermões, eles podem ser devidamente considerados, na forma em que aparecem, como extratos ou resumos de tais sermões, dando a introdução e a conclusão do derashah original. Considerando-os como partes dos sermões, as repetições frequentes que ocorrem nos She'iltot não são para se estranhar, como aconteceria com o melhor dos pregadores, enquanto seria difícil explicar-lhes se eles forem encontrados nas produções estritamente literárias de um homem. Naturalmente, não pode haver qualquer conclusão sobre a composição dos She'iltot até que o manuscrito tenha sido analisado. O texto impresso, segundo autoridades mais antigas, contém muito assunto que foi inserido posteriormente. Uma edição original dos She'iltot seria muito valiosa para a crítica textual do Talmude babilônico, como, aliás, para a filologia aramaica em geral, uma vez que Achai escreveu em aramaico vernacular.
O trabalho de Achai logo ganhou grande estima, e o Halakot Gedolot, que não data do ano 750, porém pertence à literatura mais antiga do período gaônico, copia não menos do que cento e cinquenta passagens dos She'iltot. Sherira Gaon e seu filho, Hai Gaon, mencionam o livro pelo título; e foi também consultado livremente por Rashi e o autor do Aruk.

## Edições
(1) A primeira edição dos She'iltot surgiu em Veneza, em 1546, e foi sucedida pelas seguintes: (2) uma edição com um breve comentário de Isaiah Berlin (Dyhernfurth, 1786); (3) uma outra sob o título תועפות ראם, com o comentário de Isaac Pardo, Salonica, 1800-01; (4) com um comentário de Naftali Zvi Yehuda Berlin (Wilna, 1861, 1864, 1867), cuja última edição contém o comentário de Isaiah Berlin, bem como uma série de variantes tomadas a partir de um manuscrito do ano 1460, e um breve comentário de Saul ben Joseph, que viveu provavelmente na primeira metade do século XIV. Os manuscritos dos She'iltot, mas com diferenças essenciais do texto impresso, encontram-se entre os manuscritos hebraicos da Bibliothèque Nationale, em Paris, nºs 308, 309, e na Biblioteca Bodleiana, em Oxford, nºs 539, 540, 1317. Na Biblioteca Bodleiana podem ser encontrados também os comentários não impressos de Salomão ben Sabetai (541), e de Johanan ben Reuben (542).

## Ligação externa
- «HebrewBooks.org Sefer Detail: שאילתות -- אחאי גאון». web.archive.org. 28 de outubro de 2012. Consultado em 12 de novembro de 2024